# فيتينيس تشيجوسكاس
فيتينيس تشيجوسكاس (بالليتوانية: Vytenis Čižauskas)‏ مواليد 16 سبتمبر 1992 في ليتوانيا، هو لاعب كرة سلة ليتواني. بدأ مسيرته الاحترافية في سنة 2009. يحمل الرقم 13.

## المسيرة الاحترافية
لعب مع نادي أتلتاس لكرة السلة في سنة 2009، ثم لعب مع زالغيريس لكرة السلة في سنة 2009، ثم لعب مع نادي أتلتاس لكرة السلة في موسم 2009–2010، ثم لعب مع نادي نفيجيس لكرة السلة في سنة 2011، ثم لعب مع نادي أتلتاس لكرة السلة في موسم 2011–2012، ثم لعب مع نادي ليتكابليس لكرة السلة في سنة 2014.

## روابط خارجية
- فيتينيس تشيجوسكاس على موقع الاتحاد الدولي لكرة السلة (الإنجليزية)
- فيتينيس تشيجوسكاس على موقع الدوري الأوروبي لكرة السلة (الإنجليزية)
- فيتينيس تشيجوسكاس على موقع الدوري الإسباني لكرة السلة (الإسبانية)
- فيتينيس تشيجوسكاس على موقع كرة السلة الأوروبية.كوم (الإنجليزية)
- فيتينيس تشيجوسكاس على موقع ريلجم (الإنجليزية)
- فيتينيس تشيجوسكاس على موقع بروبوليرز (الإنجليزية)
- فيتينيس تشيجوسكاس على موقع سبورتس رفرنس (الإنجليزية)